# Correa de distribución

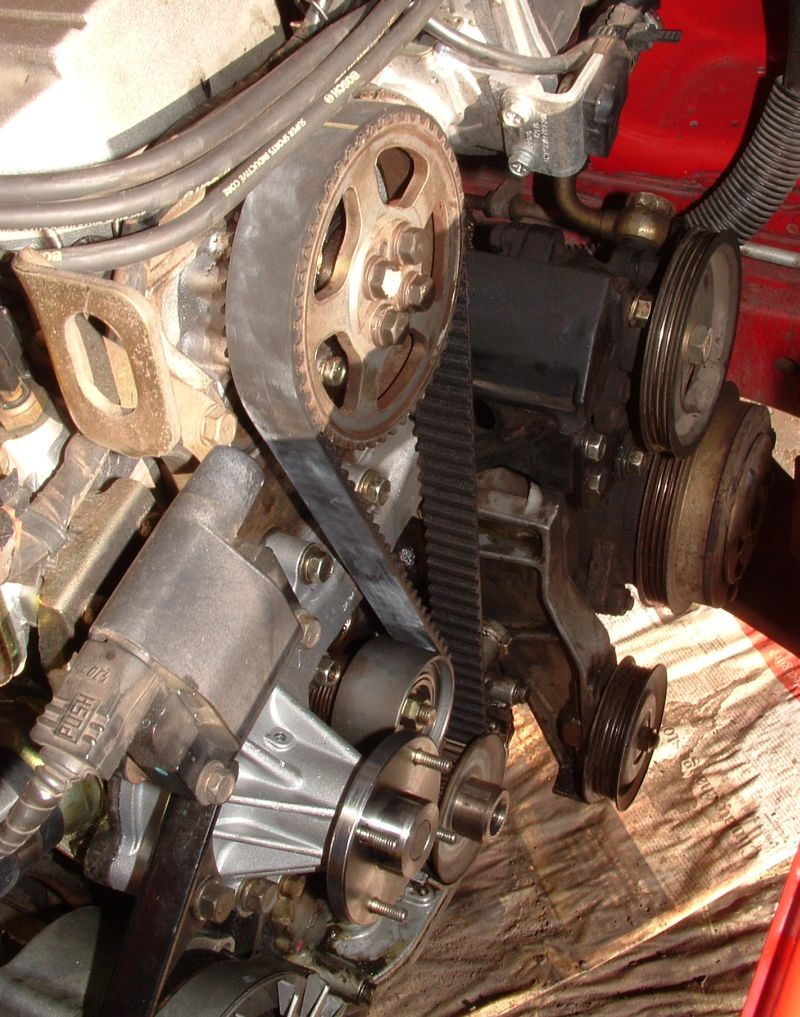
Correa de distribución de un motor SOHC Nissan RB30.

La correa de distribución, banda de distribución, faja de distribución o correa dentada, es uno de los más comunes métodos de transmisión de la energía mecánica entre un piñón de arrastre y otro arrastrado, mediante un sistema de dentado mutuo que posee tanto la correa como los piñones, impidiendo su deslizamiento mutuo. Se emplea muy frecuentemente en motores Otto y diésel de 4 tiempos entre el cigüeñal y el árbol de levas, en motores de motocicletas y maquinaria industrial. De forma general, es una correa de goma o una cinta de metal que normalmente enlaza un generador de movimiento con un receptor de la misma por medio de poleas o piñones.

## Funcionamiento

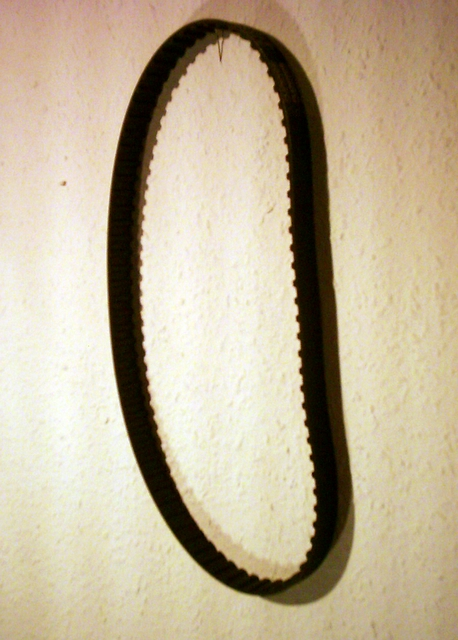
Correa dentada

En automoción, usada en muchos motores de 4 tiempos tanto diésel como gasolina, la correa de distribución transmite el movimiento desde el cigüeñal al árbol de levas, con una relación de transmisión o de desmultiplicación de 1 : 2, es decir el árbol de levas gira a la mitad de revoluciones que el cigüeñal. Va montada sobre unas ruedas dentadas llamadas piñones. La función de esta correa es sincronizar los 4 tiempos del motor, la apertura y cierre de las válvulas de admisión y escape y la función del encendido del motor ya sea la chispa de la bujía o la sincronización de los inyectores diésel. Su forma, material, longitud y ubicación varían dependiendo del tipo de motor. En muchos casos arrastra también la bomba de refrigerante y / o la bomba de aceite del motor. Hay motores que poseen más de una correa, por ejemplo para ejes contrarrotantes antivibratorios.
La correa de distribución, o correa dentada, debe sustituirse periódicamente dependiendo del uso, ya que el desgaste que se produce en esta puede provocar daños graves en la  culata, especialmente las válvulas, e incluso en los pistones. En los motores diésel de bomba rotativa está sometida a mucho más trabajo por las compresiones/descompresiones cíclicas del gasoil; esta circunstancia se ha eliminado con las bombas de alta de los sistemas Common-Rail.

## Tipos de correa

### Tipo SV
Este sistema tiene las válvulas laterales al cilindro y el accionamiento de las válvulas se realiza a través del árbol de levas situado también en el bloque motor. Este sistema se dejó de utilizar porque provoca que la cámara de compresión sea mayor de lo normal, limitando el tamaño de la cabeza de la válvula debido al espacio disponible.

### Tipo OHV (OverHead Valve)
Este sistema tiene el árbol de levas en el bloque motor (por debajo de los cilindros) y las válvulas en la culata. La principal ventaja de este sistema es que el movimiento de transmisión cigüeñal-árbol de levas se realiza directamente a través de dos piñones. Otra ventaja es el escaso mantenimiento gracias a su diseño.

### Tipo OHC (OverHead Cam)
Este sistema es el más utilizado en la actualidad (marzo de 2019), ya que contiene tanto el árbol de levas como las válvulas en la misma culata. Su principal ventaja con respecto a los otros sistemas es el menor número de componentes entre el árbol de levas y las válvulas, haciendo que la apertura y cierre de válvulas sea más precisa. Su principal desventaja es la necesidad de elementos terceros para su movimiento, como correas dentadas o cadenas, además de su mayor coste. Dentro de este sistema hay dos variantes:
1. SOHC: compuesto por un solo árbol de levas que acciona las válvulas de admisión y escape.
2. DOHC: compuesto por dos árboles de levas, de modo independiente entre las válvulas de admisión y escape. Es el más utilizado en motores de 16 válvulas.

## Longitud de correa
Dentro de las especificaciones de una correa es necesario conocer su longitud, y en muchos casos se debe calcular. Para realizar el cálculo de la longitud de una correa se deben conocer: la distancia entre los centros de las poleas y los radios de dichas poleas. En el caso de un sistema con dos únicas poleas o tambores, el cálculo se realiza de la siguiente manera:
{\displaystyle L=2{\sqrt {c^{2}-(R_{2}-R_{1})^{2}}}+R_{2}(\pi +2\beta )+R_{1}(\pi -2\beta )}
Entonces, conociendo estos datos se pueden realizar los siguientes cálculos, mediante los arcos de círculo y dimensiones de ángulos:
- c: Distancia entre centros
- {\displaystyle R_{1}}: radio del tambor o polea 1
- {\displaystyle R_{2}}: radio del tambor o polea 2
- {\displaystyle \beta }: ángulo de contacto correa-tambor